# Mistrzostwa Świata w Lekkoatletyce 2019 – pchnięcie kulą mężczyzn
Pchnięcie kulą mężczyzn – jedna z konkurencji technicznych rozgrywanych podczas lekkoatletycznych mistrzostw świata na Stadionie Narodowym Chalifa w Doha.

## Terminarz
| Data           | Godzina |                      |
| -------------- | ------- | -------------------- |
| 3 października | 19:20   | Kwalifikacje grupa A |
| 3 października | 20:40   | Kwalifikacje grupa B |
| 5 października | 20:05   | Finał                |

## Rekordy
Tabela prezentuje rekord świata, rekordy poszczególnych kontynentów, mistrzostw świata, a także najlepszy rezultat na świecie w sezonie 2019 przed rozpoczęciem mistrzostw.
|                            | Zawodnik                     | Wynik | Miejsce     | Data                  |
| -------------------------- | ---------------------------- | ----- | ----------- | --------------------- |
| Rekord świata              | Randy Barnes                 | 23,12 | Los Angeles | 20 maja 1990(dts)     |
| Listy światowe             | Ryan Crouser                 | 22,74 | Long Beach  | 20 kwietnia 2019(dts) |
| Rekord mistrzostw świata   | Werner Günthör               | 22,23 | Rzym        | 29 sierpnia 1987(dts) |
| Rekord Afryki              | Janus Robberts               | 21,97 | Eugene      | 2 czerwca 2001(dts)   |
| Rekord Ameryki Południowej | Germán Lauro                 | 21,26 | Doha        | 10 maja 2013(dts)     |
| Rekord Ameryki Północnej   | Randy Barnes                 | 23,12 | Los Angeles | 20 maja 1990(dts)     |
| Rekord Australii i Oceanii | Tomas Walsh                  | 22,67 | Auckland    | 20 marca 2018(dts)    |
| Rekord Azji                | Sultan Abdulmajeed Al-Hebshi | 21,13 | Doha        | 8 maja 2009(dts)      |
| Rekord Europy              | Ulf Timmermann               | 23,06 | Seul        | 22 maja 1988(dts)     |

## Minima kwalifikacyjne
Aby zakwalifikować się do mistrzostw, należało wypełnić minimum kwalifikacyjne wynoszące 20,50 (uzyskane w okresie od 1 października 2018 do 17 sierpnia 2019).

## Wyniki

### Kwalifikacje
Awans: 20.90 (Q) lub 12 najlepszych rezultatów (q).
| Pozycja | Grupa | Zawodnik                | Państwo                            | Runda | Runda | Runda | Wynik | Uwagi |
| Pozycja | Grupa | Zawodnik                | Państwo                            | 1     | 2     | 3     | Wynik | Uwagi |
| ------- | ----- | ----------------------- | ---------------------------------- | ----- | ----- | ----- | ----- | ----- |
| 1       | A     | Tomas Walsh             | Nowa Zelandia                      | 21.92 | 99 !  | 99 !  | 21.92 | Q     |
| 2       | A     | Darlan Romani           | Brazylia                           | 21.69 |       |       | 21.69 | Q     |
| 3       | B     | Ryan Crouser            | Stany Zjednoczone                  | 21.67 |       |       | 21.67 | Q     |
| 4       | A     | Armin Sinančević        | Serbia                             | 20.48 | 21.51 |       | 21.51 | Q,    |
| 5       | A     | Darrell Hill            | Stany Zjednoczone                  | 21.25 |       |       | 21.25 | Q     |
| 6       | A     | Konrad Bukowiecki       | Polska                             | 21.16 |       |       | 21.16 | Q     |
| 7       | B     | Jacko Gill              | Nowa Zelandia                      | 21.12 |       |       | 21.12 | Q     |
| 8       | A     | Tomáš Staněk            | Czechy                             | 20.43 | 20.73 | 21.02 | 21.02 | Q     |
| 9       | B     | Filip Mihaljević        | Chorwacja                          | 21.00 |       |       | 21.00 | Q     |
| 10      | A     | Tim Nedow               | Kanada                             | 20.51 | 20.53 | 20.94 | 20.94 | Q     |
| 11      | A     | Chukwuebuka Enekwechi   | Nigeria                            | 20.12 | 20.94 |       | 20.94 | Q     |
| 12      | B     | Joe Kovacs              | Stany Zjednoczone                  | 20.92 |       |       | 20.92 | Q     |
| 13      | A     | Leonardo Fabbri         | Włochy                             | x     | 20.75 | x     | 20.75 |       |
| 14      | B     | Mostafa Amr Hassan      | Egipt                              | 20.23 | 20.55 | x     | 20.55 |       |
| 15      | A     | Jakub Szyszkowski       | Polska                             | 20.55 | x     | 19.85 | 20.55 |       |
| 16      | B     | Michał Haratyk          | Polska                             | 20.44 | 20.52 | 20.11 | 20.52 |       |
| 17      | B     | Andrei Gag              | Rumunia                            | 20.50 | 18.91 | x     | 20.50 |       |
| 18      | B     | Tejinder Pal Singh Toor | Indie                              | 20.43 | x     | 19.55 | 20.43 | SB    |
| 19      | B     | Wictor Petersson        | Szwecja                            | 20.31 | x     | x     | 20.31 |       |
| 20      | B     | Mesud Pezer             | Bośnia i Hercegowina               | 20.17 | x     | 19.55 | 20.17 |       |
| 21      | A     | Eldred Henry            | Brytyjskie Wyspy Dziewicze         | 19.31 | x     | 20.13 | 20.13 |       |
| 22      | A     | O’Dayne Richards        | Jamajka                            | 19.75 | 19.02 | 20.07 | 20.07 |       |
| 23      | B     | Denzel Comenentia       | Holandia                           | x     | 20.03 | 19.64 | 20.03 |       |
| 24      | B     | Orazio Cremona          | Południowa Afryka                  | x     | x     | 19.98 | 19.98 |       |
| 25      | A     | Mohamed Magdi Hamza     | Egipt                              | x     | 19.91 | x     | 19.91 |       |
| 26      | B     | Bob Bertemes            | Luksemburg                         | x     | 19.40 | 19.89 | 19.89 |       |
| 27      | B     | Asmir Kolašinac         | Serbia                             | 19.78 | x     | 19.86 | 19.86 |       |
| 28      | A     | Maksim Afonin           | Autoryzowani lekkoatleci neutralni | 19.76 | 19.55 | 19.82 | 19.82 |       |
| 29      | B     | Franck Elemba           | Kongo                              | 19.43 | 19.76 | 19.59 | 19.76 | SB    |
| 30      | A     | Iwan Iwanow             | Kazachstan                         | 19.57 | 19.73 | x     | 19.73 |       |
| 31      | B     | Aleksandr Lesnoj        | Autoryzowani lekkoatleci neutralni | 19.43 | 19.62 | x     | 19.62 |       |
| 32      | B     | Francisco Belo          | Portugalia                         | x     | 19.52 | 19.52 |       |       |
| 33      | A     | Kemal Mešić             | Bośnia i Hercegowina               | 19.49 | 19.19 | 19.44 | 19.49 |       |
| 34      | B     | Uziel Muñoz             | Meksyk                             | x     | x     | 19.06 | 19.06 |       |
| 35      | A     | Kristo Galeta           | Estonia                            |       |       |       |       | DNS   |

### Finał
| Pozycja | Zawodnik              | Państwo           | Runda | Runda | Runda | Runda | Runda | Runda | Wynik | Uwagi |
| Pozycja | Zawodnik              | Państwo           | 1     | 2     | 3     | 4     | 5     | 6     | Wynik | Uwagi |
| ------- | --------------------- | ----------------- | ----- | ----- | ----- | ----- | ----- | ----- | ----- | ----- |
| 01 !    | Joe Kovacs            | Stany Zjednoczone | 20.90 | 21.63 | 21.24 | 21.95 | 21.94 | 22.91 | 22.91 | CR    |
| 02 !    | Ryan Crouser          | Stany Zjednoczone | 22.36 | x     | 22.36 | 22.71 | x     | 22.90 | 22.90 | PB    |
| 03 !    | Tomas Walsh           | Nowa Zelandia     | 22.90 | x     | x     | x     | 22.56 | x     | 22.90 | PB    |
| 4       | Darlan Romani         | Brazylia          | 21.61 | 22.53 | 22.03 | 22.13 | x     | x     | 22.53 |       |
| 5       | Darrell Hill          | Stany Zjednoczone | 20.58 | 21.38 | 21.65 | x     | 21.23 | x     | 21.65 |       |
| 6       | Konrad Bukowiecki     | Polska            | 20.73 | 21.46 | x     | 20.36 | x     | x     | 21.46 |       |
| 7       | Jacko Gill            | Nowa Zelandia     | 21.41 | 21.27 | 20.74 | x     | 21.01 | 21.45 | 21.45 |       |
| 8       | Chukwuebuka Enekwechi | Nigeria           | 21.18 | x     | 20.90 | 20.98 | 20.59 | 21.01 | 21.18 |       |
| 9       | Tim Nedow             | Kanada            | x     | 20.50 | 20.85 |       |       |       | 20.85 |       |
| 10      | Tomáš Staněk          | Czechy            | 20.61 | 20.79 | 20.46 |       |       |       | 20.79 |       |
| 11      | Filip Mihaljević      | Chorwacja         | 20.33 | 20.38 | 20.48 |       |       |       | 20.48 |       |
| 12      | Armin Sinančević      | Serbia            | x     | x     | x     |       |       |       | 0     |       |